# Callopanchax monroviae
Espèce
Statut de conservation UICN

 CR  : 
En danger critique
Callopanchax monroviae est une espèce de poissons de la famille des Nothobranchiidae endémique du Liberia.